# Troppu trafficu ppi nenti
Troppu trafficu ppi nenti è un'opera di Andrea Camilleri e Giuseppe Dipasquale pubblicata nel 2009 da Lombardi editore.

## Trama
La trama ripropone in lingua siciliana gli stessi personaggi e avvenimenti dell'opera shakespeariana Molto rumore per nulla.

## Genesi dell'opera

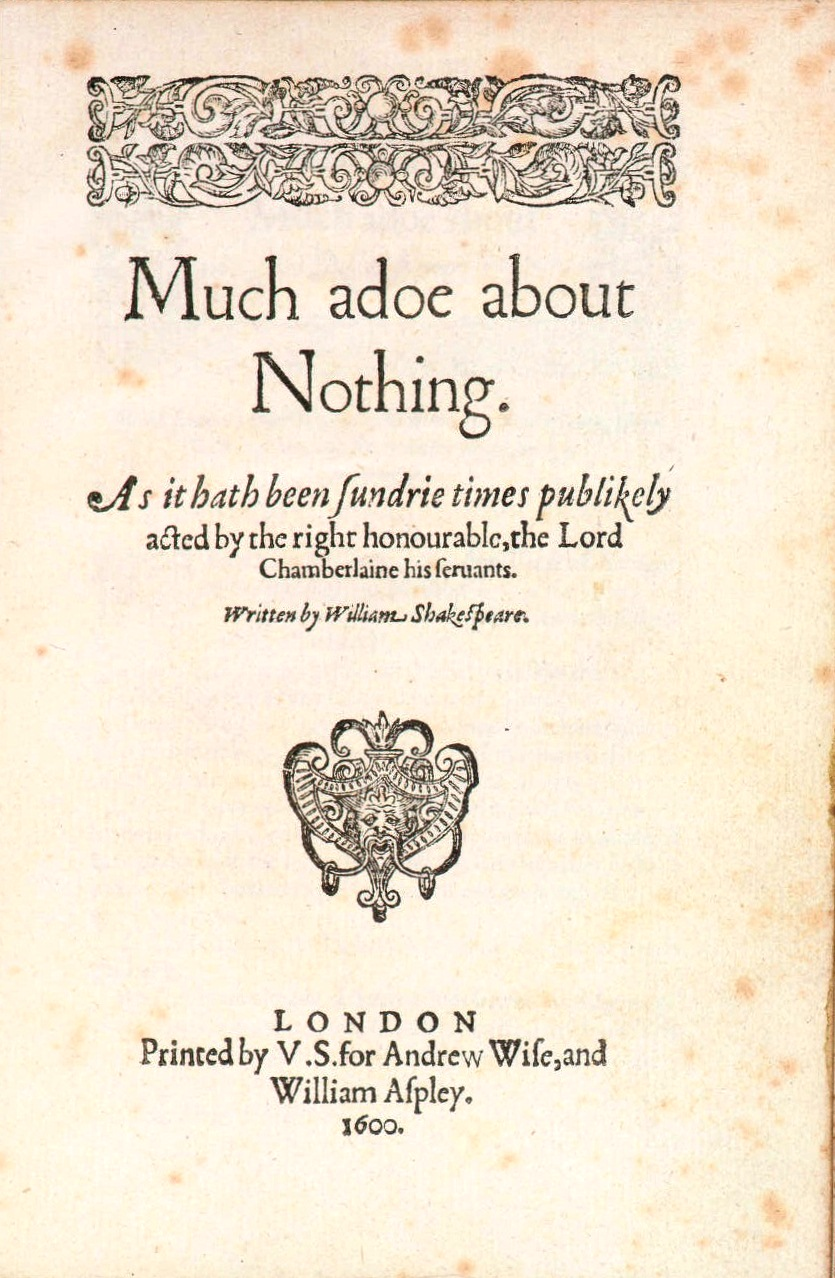
Il frontespizio del Quarto del 1600

L'idea di tradurre il testo della famosa commedia Molto rumore per nulla in lingua siciliana (dialetto messinese), condivisa da Giuseppe Di Pasquale, nasce a Camilleri da una notizia di cronaca che ipotizza che il misterioso William Shakespeare in realtà fosse siciliano. Secondo una teoria, infatti, l'autore che si nasconde sotto il nome di Shakespeare potrebbe essere un siciliano di religione quacchera costretto a fuggire dalla Sicilia all'inizio del XVI secolo per rifugiarsi nella protestante Inghilterra.
Secondo quanto scritto da Santi Paladino, si tratterebbe di un certo Michele Agnolo Florio, Scrollalanza dal cognome della madre, nato probabilmente nel 1564 che, per sfuggire alle persecuzioni religiose si rifugia prima nelle isole Eolie, poi a Messina, a Venezia, dove gli narrano la storia drammatica di un moro assassino per gelosia (stereotipo del carattere siciliano), che diverrà Otello, protagonista della The Tragedy of Othello, the Moor of Venice. Poi a Verona, la città di Romeo e Giulietta, e, infine in Inghilterra, a Stratford on Avon  dove troverà accoglienza presso un oste, forse parente della madre, che lo chiama affettuosamente William, il nome di un suo figlio prematuramente morto. Quando l'esule quacchero arriverà a Londra, egli avrà ormai assunto il nome di William Shakespeare (ossia Shake the speare da Scrolla-lanza, scrolla la lancia). La vicenda di questo Crollalanza è una costruzione fantasiosa che fa riferimento ad un paio di personaggi realmente esistiti, che influenzarono l'opera di Shakespeare, ma stravolgendone i fatti, cioè Michelangelo Florio e, soprattutto, suo figlio Giovanni, noto come John Florio, una delle massime personalità dell'Inghilterra elisabettiana, linguista, poeta e traduttore dei Saggi di Montaigne.
Ammiccando all'ipotesi di Paladino, Camilleri traduce il testo inglese in siciliano, compiacendosi di riportare all'originale linguaggio e spirito del "vero" autore il testo inglese del dramma, che nella forma di Shakespeare si svolge a Messina. il titolo stesso dell'opera fa riferimento a quello che lo stesso Paladino riportava nella sua ricerca e che, trasformato in commedia, ha protagonisti non damigelle inglesi, ma affascinanti "caruse" sicule, e non nobili spadaccini, ma irruenti "picciotti".

## Edizioni
- Andrea Camilleri e Giuseppe Dipasquale, Troppu trafficu ppi nenti, Lombardi, 2009,  p. 100, ISBN 88-7260-200-9.